# Bhután körzetei
Bhután 20 körzetre van felosztva.

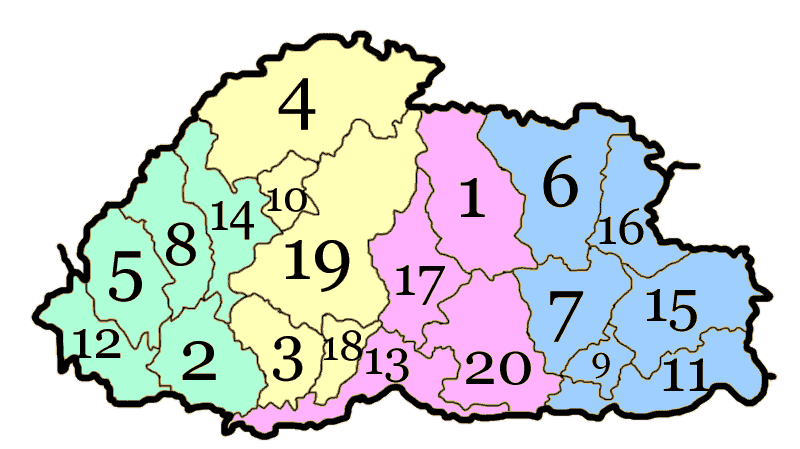
Zónák (Dzongdey) és
körzetek (Dzongkhag)

Összesen 6 közigazgatási szint létezik:
- 4 Zóna (Dzongdey, történelmi)
- 20 Körzet (Dzongkhag)
- 31 Alkörzet (Dungkhag)
- 201 Blokk (Gewog) és 61 város
- Chiwogs
- Falvak

## Körzetek
| No. | Dzongkhag (Körzet) | Főváros          | Terület km² | Lakosság 2005 | Népsűrűség | Zóna     | Dungkhag (Alkörzet) | Blokk | Városok |
| --- | ------------------ | ---------------- | ----------- | ------------- | ---------- | -------- | ------------------- | ----- | ------- |
| 1.  | Bumthang körzet    | Jakar            | 2490        | 16116         | 6,5        | Southern | -                   | 4     | 5       |
| 2.  | Chukha             | Chhukha körzet   | 1991        | 74387         | 37,4       | Western  | 1                   | 11    | 6       |
| 3.  | Dagana             | Daga             | 1276        | 18222         | 14,3       | Central  | -                   | 11    | 4       |
| 4.  | Gasa               | Gasa             | 4089        | 3116          | 0,8        | Central  | -                   | 4     | 1       |
| 5.  | Haa                | Haa              | 1319        | 11648         | 8,8        | Western  | -                   | 5     | 1       |
| 6.  | Lhuntse            | Lhuntshi         | 2881        | 15395         | 5,3        | Eastern  | -                   | 8     | 2       |
| 7.  | Mongar             | Mongar           | 1638        | 37069         | 22,6       | Eastern  | -                   | 16    | 4       |
| 8.  | Paro               | Paro             | 1693        | 36433         | 21,5       | Western  | -                   | 10    | 2       |
| 9.  | Pemagatshel        | Pemagatsel       | 593         | 13864         | 23,4       | Eastern  | -                   | 7     | 7       |
| 10. | Punakha            | Punakha          | 845         | 17715         | 21,0       | Central  | -                   | 9     | 1       |
| 11. | Samdrup Jongkhar   | Samdrup Jongkhar | 2207        | 39961         | 18,1       | Eastern  | 3                   | 11    | 5       |
| 12. | Samtse             | Samtse           | 1725        | 60100         | 34,8       | Western  | 2                   | 16    | 3       |
| 13. | Sarpang            | Geylegphug       | 2048        | 41549         | 20,3       | Southern | 2                   | 15    | 3       |
| 14. | Thimphu            | Thimphu          | 1617        | 98676         | 61,0       | Western  | 1                   | 10    | 1       |
| 15. | Trashigang         | Tashigang        | 2171        | 51134         | 23,6       | Eastern  | 3                   | 16    | 6       |
| 16. | Trashiyangste      | Tashi Yangtse    | 1459        | 17740         | 12,2       | Eastern  | -                   | 8     | 2       |
| 17. | Trongsa            | Tongsa           | 1815        | 13419         | 7,4        | Southern | -                   | 5     | 1       |
| 18. | Tsirang            | Damphu           | 632         | 18667         | 29,5       | Central  | -                   | 12    | 1       |
| 19. | Wangdue Phodrang   | Wangdi Phodrang  | 4181        | 31135         | 7,4        | Central  | -                   | 15    | 3       |
| 20. | Zhemgang           | Zhemgang         | 2146        | 18636         | 8,7        | Southern | 1                   | 8     | 3       |
|     | Bhutan             | Thimphu          | 38816       | 634982        | 16,4       |          | 13                  | 201   | 61      |

## Statisztikai Zónák
| Dzongdey (Zóna) | Főváros    | Terület km² | Lakosság 2005 | Népsűrűség | Dzongkhag (körzet) |
| --------------- | ---------- | ----------- | ------------- | ---------- | ------------------ |
| Központi        | Damphu     | 11023       | 88855         | 8,1        | 5                  |
| Keleti          | Mongar     | 10949       | 175163        | 16,0       | 6                  |
| Déli            | Geylegphug | 8499        | 89720         | 10,6       | 4                  |
| Nyugati         | Thimphu    | 8345        | 281244        | 33,7       | 5                  |
| Bhutan          | Thimphu    | 38816       | 634982        | 16,4       | 20                 |